# Kjell Rodian
Kjell Åkerstrøm Hansen Rodian (30 de junho de 1942 — 29 de dezembro de 2007) foi um ciclista dinamarquês que se dedicou principalmente ao ciclismo de estrada, disciplina na qual lhe rendeu uma medalha de prata olímpica em Tóquio 1964.

## Carreira
Como um ciclista amador, Rodian participou nos Jogos Olímpicos de 1964, em Tóquio, onde conquistou uma medalha de prata na prova de estrada individual. Além disso, em 1974, ele competiu na perseguição individual do campeonato da Dinamarca de ciclismo de pista e terminou em segundo, lhe rendendo a medalha de prata.
Se tornou profissional em 1976 e no ano seguinte, desligou-se do mundo ciclismo.